# Amgoeëma (rivier)
Amgoeëma (Russisch: Амгуэма), ook Amgoejema (Амгуема), Tsjoektsjisch Omvaam (Омваам) en in de bovenloop Voelvyvejem (Вульвывеем) genoemd, is een 498 kilometer lange rivier in het noorden van de Russische autonome okroeg Tsjoekotka.
De Amgoeëma ontspringt op de zuidelijke uitlopers van het Paljavaamgebergte (ten oosten van de bronnen van de Tanjoerer) in het Hoogland van Tsjoekotka en stroomt eerst in de richting van het zuidoosten, om vervolgens af te buigen naar het noordoosten en uiteindelijk uit te stromen in de Tsjoektsjenzee. In de bovenloop vormt het een snel stromende bergrivier met stroomversnellingen, die zich vaak door nauwe kloven moet wringen. In de middenloop doorstroomt ze de Amgoeëmalaagte, een intermontane vlakte. In de benedenloop vormt de Amgoeëma een uitgestrekte vlakte met vele meren en zijstromen (het Laagland van Vankarem) en mondt uit in de Amgoeëmalagune, die verbonden is met de Tsjoektsjenzee. In het zuiden van de Amgoeëmalagune liggen meerdere riviereilanden en aan de monding het eilandje Lena. De Amgoeëmalagune wordt aan noordwestzijde begrensd door de landtong Kosa Dvoech Pilotov.
De belangrijkste zijrivieren zijn de Irvynejvejem (in de Amgoeëmalaagte; hier verandert de naam van Voelvyvejem naar Amgoeëma) en de Tsjantalvergyrgyn. Het waterregime wordt bepaald door overstromingen in de lente en door verschillende buien aan het einde van de zomer, waardoor het water stijgt. De rivier ontdooit en heeft haar lentevloed in juni. In juli warmt het water langzaam op tot een temperatuur van +13 °C. Begin oktober begint de rivier weer te bevriezen.
In de rivier zijn winbare lagen tin (cassiteriet), wolfraam en goud aangetroffen, die op grote schaal werden gewonnen ten tijde van de Sovjet-Unie (jaren 1950-80). Aan de middenloop van de rivier ligt het gelijknamige Tsjoektsjendorp Amgoeëma. De weg tussen Egvekinot en Ioeltin loopt voor een deel langs de rivierbedding. Aan deze weg bevinden zich naast Amgoeëma ook een aantal verlaten voormalige mijnwerkersplaatsen; Dorozjny (ten zuiden van Amgoeëma), Tranzitny en Geologitsjeski.
- Virtual International Authority File: 315136816